# Palazzo Contarini Michiel
Palazzo Contarini Michiel è un edificio civile veneziano, sito nel sestiere di Dorsoduro e affacciato sul Canal Grande tra Ca' Rezzonico e Palazzetto Stern.

## Storia
Fatto costruire dalla famiglia Contarini e passato poi alla famiglia Michiel senza che si conoscano la data e la motivazione di questo passaggio di proprietà, era probabilmente composto in un primo momento da due edifici separati. I due palazzetti vennero unificati nel XVIII secolo (probabilmente ad opera di Teresa Corner Duodo); la magione in seguito divenne di proprietà prima della famiglia Donà e poi dello scultore Valentino Besarel. Quest'ultimo ne curò personalmente un minuzioso restauro. La proprietà è stata completamente ristrutturata nel 2009.

## Architettura
Il fronte principale, che prospetta sul Canal Grande, appare composto da due facciate visibilmente separate e prive di continuità architettonica se non nei richiami stilistici legati, per esempio, alla forometria. Gli elementi più notevoli della disomogenea composizione sono senza dubbio le due polifore, quasi a contatto: il corpo di sinistra presenta una trifora spostata sulla destra, quello di destra, più basso, una quadrifora spostata sulla sinistra. Sul retro è presente un ampio giardino privato. Gli interni del palazzo di sinistra sono decorati con stucchi in stile neorococò, risalenti al XX secolo, il cui autore è ignoto.